# Obrzycko
Obrzycko (deutsch Obersitzko, 1943–1945 Obersitz) ist eine Stadt und Sitz der Stadtgemeinde und einer gleichnamigen Landgemeinde in Polen, zu der die Stadt nicht gehört. Der Ort liegt im Powiat Szamotulski der Woiwodschaft Großpolen.

## Geographische Lage
Die Stadt liegt im historischen Westpreußen auf einer Anhöhe an der Warthe, etwa 35 Kilometer nordwestlich von Posen und 50 Kilometer südlich von Piła (Schneidemühl).

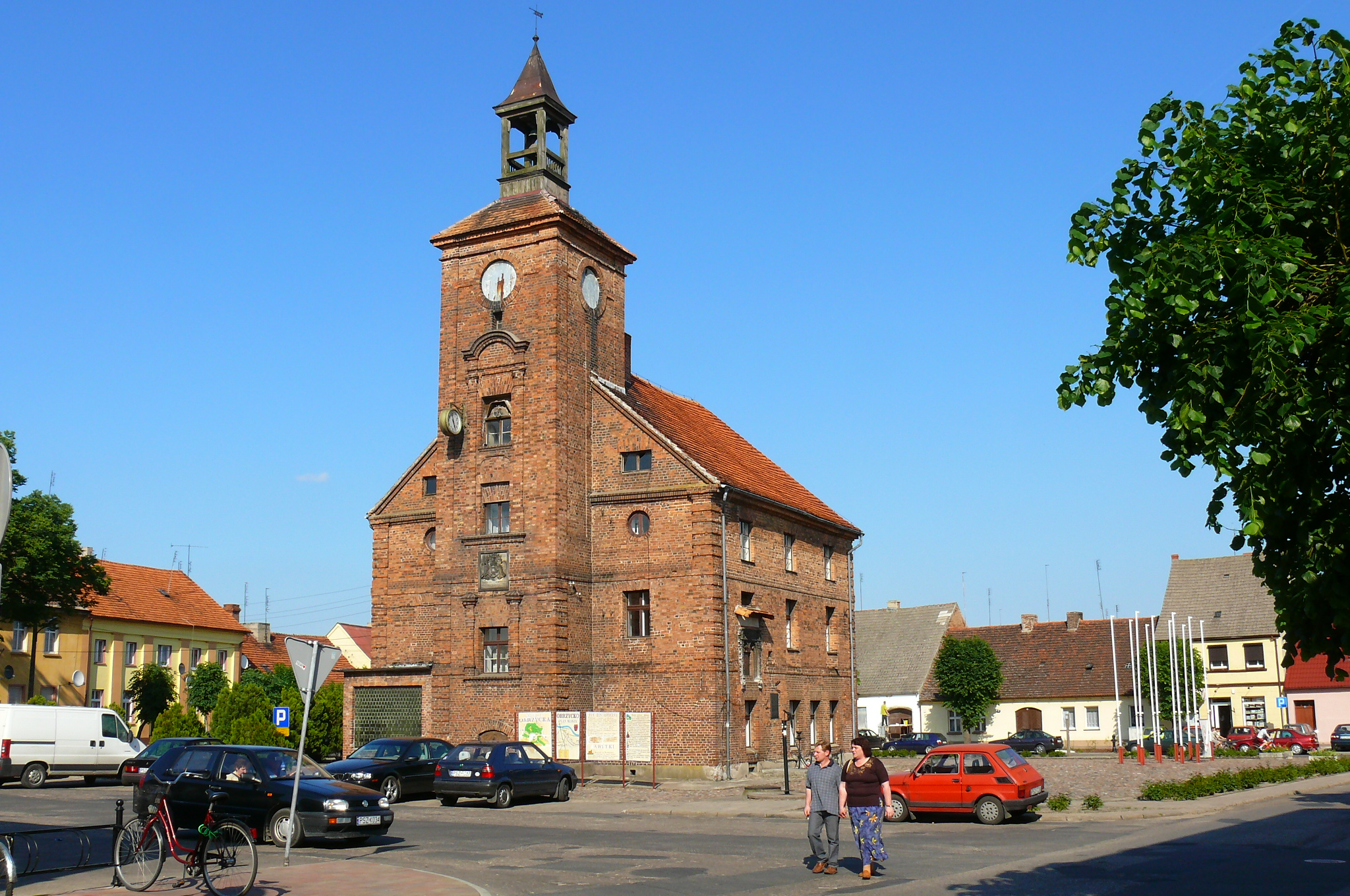
Rathaus

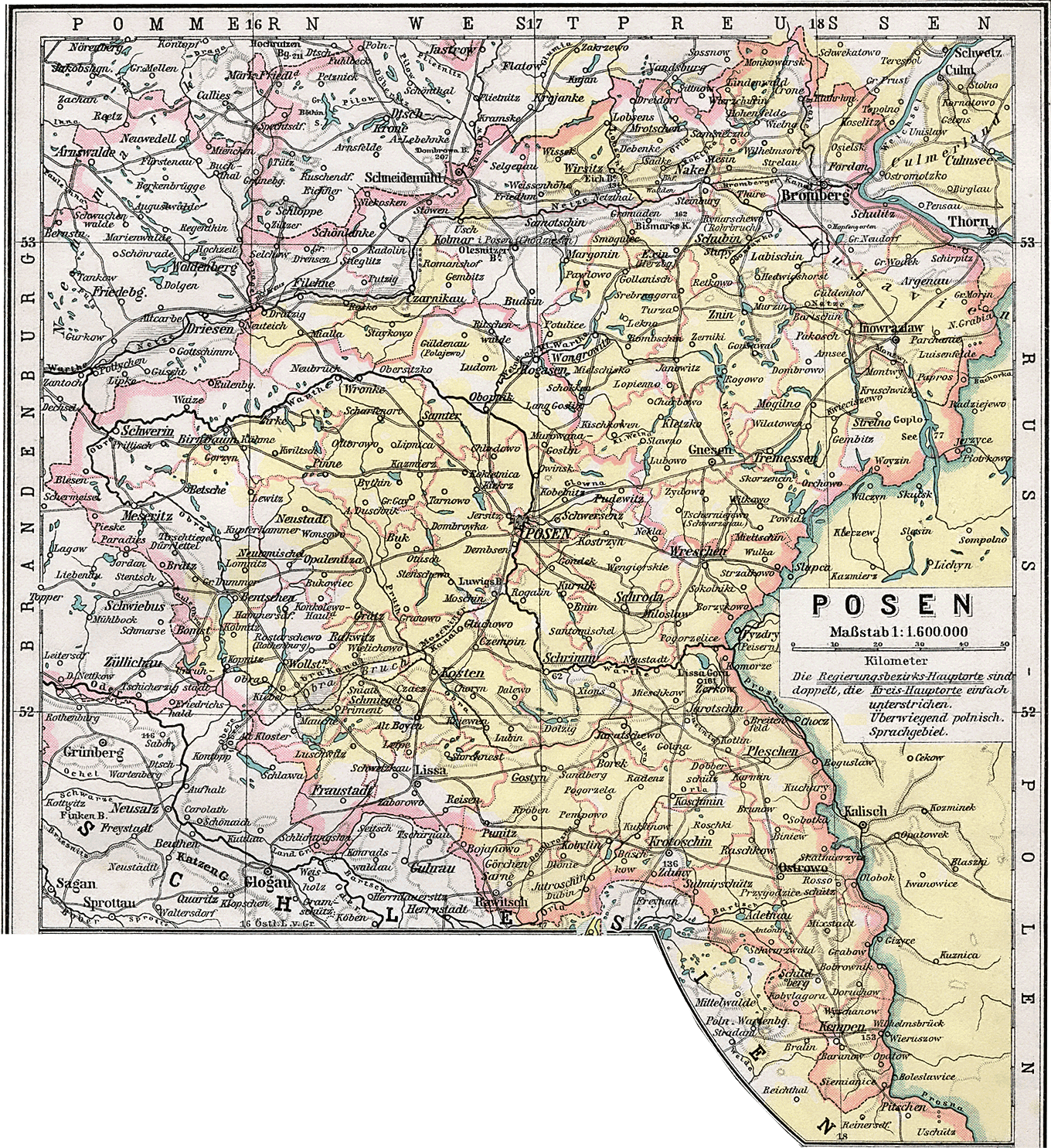
Obersitzko an der Warthe, südlich der Städte Schneidemühl und Czarnikau, auf einer Landkarte der Provinz Posen von 1905 (gelb markierte Flächen kennzeichnen Gebiete mit seinerzeit mehrheitlich polnischsprachiger Bevölkerung).

## Geschichte
Ältere Formen des Ortsnamens sind Oborschitzko und (auf einer Landkarte des 17. Jahrhunderts) Obrische. Hier befand sich schon um 1100 eine Ansiedlung.
Im Zuge der Ersten Teilung Polen-Litauens kam die Stadt 1772 an Preußen, wo sie dem Landkreis Samter zugeordnet war. Nachdem sie nach 1806 eine Zeit lang dem Herzogtum Warschau zugeordnet gewesen war, wurde sie durch den Wiener Kongress wieder Teil Preußens, wo sie von 1818 an zum Landkreis Samter im Regierungsbezirk Bromberg der Provinz Posen gehörte. Am Anfang des 20. Jahrhunderts hatte Obersitzko eine evangelische und eine katholische Kirche, eine Synagoge, eine Möbelfabrik und ein Sägewerk.
Am Ende des Ersten Weltkriegs war Obersitzko 1918/1919 in den Posener Aufstand verwickelt und kam nach Ende des Aufstandes durch den Versailler Vertrag zur neu gebildeten Zweiten Polnischen Republik.
Im September 1939 wurde die Stadt von der deutschen Wehrmacht besetzt. Sie gehörte anschließend besatzungsamtlich zum Landkreis Samter im Regierungsbezirk Posen im Reichsgau Wartheland des Deutschen Reichs.
Gegen Ende des Zweiten Weltkrieges erfolgte der Einmarsch der Roten Armee, und die Stadt wurde wiederum Teil Polens. Soweit die deutschen Einwohner nicht vor Kriegsende geflohen waren, wurden sie nach 1945 vertrieben.

## Demographie
| Jahr | Einwohner | Anmerkungen |
| ---- | --------- | --- |
| 1800 | 1523      | davon 476 Juden (164 Wohnhäuser, davon drei mit Ziegeldach) |
| 1803 | 1670      | [ 5 ] |
| 1816 | 1781      | davon 889 Evangelische, 188 Katholiken, 704 Juden; |
| 1818 | 1781      | [ 6 ] |
| 1821 | 1812      | in 202 Privatwohnhäusern |
| 1837 | 1700      | [ 3 ] |
| 1843 | 1769      | [ 3 ] |
| 1858 | 1539      | [ 3 ] |
| 1861 | 1739      | davon 851 Evangelische, 309 Katholiken und 573 Juden |
| 1867 | 1565      | am 3. Dezember (ohne das Majorat oder den Gutsbezirk Obersitzko mit 482 Einwohnern) |
| 1871 | 1639      | am 1. Dezember, davon 889 Evangelische, 371 Katholiken und 379 Juden (ohne das Majorat oder den Gutsbezirk Obersitzko mit 482 Einwohnern, davon 124 Evangelischen und 358 Katholiken); nach anderen Angaben 304 Juden |
| 1885 | 1570      | [ 9 ] |
| 1905 | 1522      | davon 685 Evangelische, 660 Katholiken und 177 Juden |
| 1910 | 1746      | am 1. Dezember, davon 798 Evangelische, 812 Katholiken, 131 Juden, zwei Sonstige (1018 mit deutscher, 725 mit polnischer Muttersprache)                                                                               |

## Bürgermeister
- bis 1806: Johann Differt († am 15. November 1806 in Posen zusammen mit Bürgermeister Johann Gottfried Schatzschneider aus Gollantsch)[11]
- um 1877: Laschke

## Gemeinde
Die Landgemeinde (gmina wiejska) Obrzycko hat 4372 Einwohner.

## Söhne und Töchter der Stadt
- Abraham Berliner (1833–1915), deutscher Historiker
- Carl Brisch (1845–1900), deutscher Lehrer und Historiker
- O. E. Hasse (1903–1978), deutscher Schauspieler, Regisseur und Synchronsprecher
- Moses Wolfenstein (1838–1907), deutscher jüdischer Kaufmann und Stifter der Synagoge Steglitz